# Ewa Kryńska
Ewa Kryńska lub Ewa Krynska (ur. 1 lipca 1965 w Wałczu) – polska kulturystka, Mistrzyni Świata w Fitness w kategorii +57 kg z 1999 i 2001 roku, Mistrzyni Świata w parze z Pawłem Brzózką z 1993, z 1999 i 2000 roku.
Karierę sportową rozpoczęła na Mistrzostwach Polski w 1988 roku w Bełchatowie, zdobywając II miejsce w kategorii powyżej 57 kilogramów. Obecnie pracuje jako trener fitness w Łodzi.

## Tytuły mistrzowskie
| Zawody                                                                                         | Lokata |
| ---------------------------------------------------------------------------------------------- | ------ |
| Mistrzostwo Świata w Kulturystyce i Fitness 2010 (w kat. plus 55 kg) Czechy Brno               | 3.     |
| Mistrzostwa Polski w Kulturystyce 2010                                                         | 1.     |
| Mistrzostwa Polski w Kulturystyce 2009                                                         | 1.     |
| Mistrzostwa Świata Juniorów i Weteranów w Fitness 2001 Alicante                                | 2.     |
| Mistrzostwo Świata – International Federation of Body Builders 2001 (IFBB 2001) Rio de Janeiro | 1.     |
| Mistrzostwa Świata Par w Kulturystyce i Fitness 2000 (w parze z Pawłem Brzózką) Warszawa       | 1.     |
| Mistrzostwo Świata w Kulturystyce i Fitness 1999 (w parze z Pawłem Brzózką) Sydney             | 1.     |
| Mistrzostwo Świata w Kulturystyce i Fitness 1999 (w kat. plus 57 kg) Sydney                    | 1.     |
| Mistrzostwa Europy Kobiet i Par w Kulturystyce 1998 (w parze z Andrzejem Maszewskim) Płońsk    | 2.     |
| Mistrzostw Świata Kobiet i Par w Fitness IFBB 1993.(w parze z Pawłem Brzózką) Warszawa         | 1.     |

### DVD
- 1999: „IFBB WOMEN’S WORLD BODYBUILDING & MIXED PAIRS CHAMPIONSHIPS”[10]